# La rivoluzione della luna
La rivoluzione della luna è un romanzo di Andrea Camilleri pubblicato dalla casa editrice Sellerio nel 2013. L'episodio storico da cui Camilleri prende spunto, e che descrive arricchendolo dei colori della sua fantasia, richiama la convinzione dell'autore che le donne abbiano doti tali da esercitare un'azione politica coraggiosa e concreta che classi sociali misogine e reazionarie ostacolano con ogni mezzo.

## Trama
Il 16 aprile 1677 Il Viceré di Carlo III di Sicilia Aniello de Guzmán y Carafa, marchese di Castel Roderigo, sul punto di morire nomina come suo successore la moglie Eleonora de Moura, donna intelligente e dotata di capacità politiche che userà per risollevare le sorti della città di Palermo, afflitta da carestia e da miseria tali che la portavano a continue ribellioni contro il governo spagnolo.
La marchesa governatrice emanerà in breve tempo una serie di provvedimenti come la diminuzione del prezzo del pane, la riduzione delle tasse per le famiglie numerose, la nomina di un magistrato che controllasse il commercio e, in particolare, curò la condizione delle donne restaurando il conservatorio delle "vergini pericolanti" e quello delle "repentite" e provvedendo di una dote a cura dello stato le giovani povere che volessero sposarsi. Misure queste considerate sovvertitrici dai ceti conservatori locali e dalla Chiesa che escogitando un cavillo giuridico fecero in modo di far richiamare in Spagna donna Eleonora che concluse così il suo moto "rivoluzionario" nello stesso tempo di quello lunare ben governando per solo 27 giorni.

## Edizioni
- Andrea Camilleri, La rivoluzione della luna, 1ª edizione[3], collana La memoria, Sellerio, 2013,  pp. 288, EAN 9788838930140.